# Pardessus de viole
Il pardessus de viole è una viola da gamba piccola, il più acuto tra gli strumenti della sua famiglia. Diffuso principalmente in Francia, il suo nome deriva dal fatto che lo strumento fosse più acuto (di una quarta o una quinta) rispetto al dessus de viole, altra viola da gamba soprano.

## Caratteristiche
Il pardessus era uno strumento da discanto e suonava principalmente linee melodiche. Veniva tenuto in verticale tra le gambe, alla maniera delle viole da gamba. Anche la presa d'arco era analoga, con la mano al di sotto della bacchetta. Lo strumento era solitamente montato con corde di budello e l'accordatura tipica era Sol2-Do3-Mi3-La3-Re4-Sol4.

## Storia
L'esemplare più antico sopravvissuto fino ai giorni nostri è uno strumento di Michel Collichon del 1690. Nello stesso periodo, un pardessus compare anche nell'inventario di una residenza di Rousseau. Il primo riferimento al pardessus nella letteratura musicale è nel trattato Principes d'acoustique et de musique di Joseph Sauveur.
Dal 1720 il dessus de viole è progressivamente scomparso e i termini dessus e pardessus erano usati intercambiabilmente per riferirsi allo stesso strumento. Intorno al 1730 è stato sviluppato il quinton, un analogo strumento da discanto a cinque corde, ma con caratteristiche ibride con il violino. Dallo stesso periodo sono stati costruiti ed impiegati pardessus a cinque corde, con un'accordatura analoga al quinton, tanto che il termine quinton è stato usato anche per riferirsi a tale variante del pardessus. 
Analogamente al quinton, il pardessus de viole era uno strumento prediletto dalle donne. Era molto diffuso nelle provincie, dove scarseggiava l'istruzione violinistica. Oltre che dai dilettanti, lo strumento era però suonato anche da virtuosi, come Mlle Lévi.
Lo strumento, come altre viole da gamba, ha cominciato a subire una fase di declino nella seconda metà del Settecento, intorno al 1760, ed è pressoché scomparso nel periodo della Rivoluzione francese.

## Repertorio
Le prime composizioni conosciute espressamente scritte per pardessus sono state pubblicate nella raccolta Suitte de pièces de dessus et de pardessus de viole et trois sonates avec les basses continües di Thomas Marc. Michel Corrette ha pubblicato l'unico metodo conosciuto scritto espressamente per questo strumento, il Méthode pour apprendre facilement à jouer du par-dessus de viole à 5 et à 6 cordes.
Grandi compositori che hanno scritto musica per il pardessus sono stati Joseph Bodin de Boismortier, Jean-Baptiste Barrière (Livre V Sonates pour le Pardessus de Viole avec la Basse Continue), Charles Dollé (Pièces pour le pardessus de viole, op. 3, Parigi, 1737; Sonates, duos & pièces, op. 4, Parigi, 1737; Sonates à deux pardessus de viole sans basse, op. 6, Parigi, 1754; Livres troisième, pour le pardessus de viole, tant à cinq qu'à six cordes, op. 5, Parigi, 1749-1750, perduto). Altri compositori che hanno scritto musica per pardessus a cinque o sei corde sono stati Louis de Caix d'Hervelois, Charles Henri Blainville, Nicolas Lendormy e Nicolas Vibert. Tra le composizioni di maggiore interesse e difficoltà tecnica, vi sono le VI sonates pour deux pardessus de violes op. 1 (Parigi e Lione, 1748) di Barthélemy de Caix. Lo strumento era impiegato anche come alternativa ad libitum in molte pubblicazioni (ne rimangono almeno un centinaio) ed è stato oggetto di molte trascrizioni (ad esempio quelle da Marin Marais, ad opera di Monsieur de Villeneuve).

## Impiego moderno
Lo strumento ha ritrovato impiego nelle esecuzioni filologiche di musica antica ed è suonato da diversi musicisti, tra cui Vittorio Ghielmi, Annalisa Pappano, Catharina Meints, Tina Chancey e Joanna Blendulf.